# Augusta Viktoria af Hohenzollern
Augusta Viktoria af Hohenzollern (Auguste Viktoria Wilhelmine Antonie Mathilde Ludovika Josephine Maria Elisabeth; 19. august 1890, Potsdam – 29. august 1966, Münchhöf-Homberg, Baden-Württemberg) var en tysk prinsesse af Fyrstendømmet Hohenzollern, der var gift med Portugals sidste konge Emanuel 2.
Hun var datter af Fyrst Wilhelm af Hohenzollern og Maria Teresa af Bourbon-Begge Sicilier. I 1913 blev hun gift med eks-kong Emanuel 2. af Portugal, der havde været i eksil siden monarkiets afskaffelse i Portugal i 1910.